# Prezydenci Gambii
| #                                                       | Imię i nazwisko                  | Portret | Objął urząd          | Zdał urząd           | Partia polityczna                                   |
| ------------------------------------------------------- | -------------------------------- | ------- | -------------------- | -------------------- | --------------------------------------------------- |
| Prezydenci Gambii                                       |                                  |         |                      |                      |                                                     |
| 1                                                       | Dawda Kairaba Jawara (1924–2019) |         | 24 kwietnia 1970     | 22 lipca 1994        | Ludowa Partia Postępowa                             |
| Przewodniczący Tymczasowej Rady Rządzącej Sił Zbrojnych |                                  |         |                      |                      |                                                     |
| —                                                       | Yahya Jammeh (1965–)             |         | 22 lipca 1994        | 18 października 1996 | wojskowy                                            |
| Prezydenci Gambii                                       |                                  |         |                      |                      |                                                     |
| 2                                                       | Yahya Jammeh (1965–)             |         | 18 października 1996 | 21 stycznia 2017     | Sojusz na rzecz Reorientacji Patriotycznej i Budowy |
| 3                                                       | Adama Barrow (1965–)             |         | 19 stycznia 2017     | nadal urzęduje       | Zjednoczona Partia Demokratyczna                    |